# Pavel Tigrid
Pavel Tigrid, narozený jako Pavel Schönfeld (27. října 1917 Praha – 31. srpna 2003 Héricy, Seine-et-Marne, Francie), byl český spisovatel, publicista a politik, jeden z nejvýznačnějších představitelů českého protikomunistického exilu. Svůj pseudonym „Tigrid“ odvodil od řeky Tigris, jako vzpomínku na hodiny zeměpisu a dějepisu na základní škole v Semilech.

## Původ a soukromý život
Předkové Pavla Tigrida pocházeli ze semilské židovské rodiny Schönfeldů. Tigridův praděd Pavel Schönfeld byl nájemcem semilského pivovaru a majitelem nemovitostí. Za svoji činnost pro blaho města byl oceněn čestným občanstvím města Semily (1857). Otec Pavla Tigrida, František Schönfeld, byl synovcem spisovatele Antala Staška (vlastním jménem Antonína Zemana), jenž v Semilech působil 35 let jako advokát, a bratrancem spisovatele Ivana Olbrachta (vlastním jménem Kamila Zemana). Olbrachtova matka Kamila Zemanová, rozená Schönfeldová, konvertovala ke katolické víře na žádost Antonína Zemana před sňatkem v roce 1880.
Pavel Tigrid se narodil jako Pavel Schönfeld dne 27. října 1917 v Praze do asimilované česko-židovské rodiny, pokřtěn byl hned po narození. Jeho rodiče, František Schönfeld a Ema Singerová, se ještě před jeho nástupem do školy rozvedli a Pavel byl svěřen do péče otci.
V prosinci 1945 poznal Pavel Tigrid na ministerstvu zahraničních věcí Ivanu Myškovou, která zde po maturitě začala pracovat jako sekretářka. V prosinci 1946 se zasnoubili a po dvou měsících se začátkem roku 1947 v kostele svatého Františka z Assisi na Starém Městě vzali. Myšková byla po otci, který dle oficiální zprávy zahynul v lednu 1945 na pochodu smrti z Osvětimi, rovněž židovského původu. Z matčiny strany pocházela z umělecké rodiny, její babičkou byla herečka Terezie Brzková. Pavel Tigrid měl s Ivanou Tigridovou (4. listopadu 1925 – 27. června 2008 v Héricy) v letech 1955–1958 dvě dcery a jednoho syna. Jak dcery Deborah a Kateřina (Catherine), tak syn Gregory se narodili v USA, kde jejich rodiče v té době působili.

## Profesní dráha
V roce 1936 Tigrid maturoval na gymnáziu a ještě téhož roku se zapsal na práva. V té době začal publikovat ve Studentském časopisu, což byla společensko-politická revue. Psali do ní i další, později významní Tigridovi vrstevníci: Jiří Kotalík, Zdeněk Urbánek, Jiří Valja, Ivan Blatný, Josef Hiršal a další. V maturitním roce spoluzaložil Tigrid Divadelní kolektiv mladých. Působil zde jako režisér a také zdramatizoval román od Remarqua Na západní frontě klid.
Tigrid emigroval poprvé v roce 1939, přes Německo a Francii do Anglie. Za druhé světové války působil v Londýně a definitivně si změnil své příjmení na Tigrid. Podílel se na exilovém vysílání v rádiu BBC a úzce spolupracoval s předsedou exilové vlády Msgr. Janem Šrámkem, pod jehož vlivem se přiklonil ke katolické víře.
Bezprostředně po konci války se v červnu 1945 z Londýna vrátil do vlasti. Komunistický ministr informací Václav Kopecký mu ještě v květnu do Londýna nabídl místo v Československém rozhlasu. Když se však dozvěděl, jaké má Tigrid politické názory, ze jmenování do funkce sešlo. Tigrid se stal šéfredaktorem týdeníku Vývoj a přátelil se s Jiřím Kovtunem, s nímž ho spojovalo také antikomunistické smýšlení. Po emigraci v roce 1948 se sešli ve Frankfurtu nad Mohanem.
Po návratu do vlasti pokračoval ve spolupráci s Československou stranou lidovou. Spolu s Ivo Ducháčkem byl šéfredaktorem časopisu Obzory, který byl známý svými kritickými, ostře protikomunistickými postoji. Tiskovina se jako jedna z prvních postavila proti excesům při vysídlení Němců z Československa. Díky možnosti zřídit pro lidovce druhé periodikum založil již zmíněný časopis Vývoj.
19. února 1948 odjel jako novinář na pozvání britského atašé do britské zóny rozděleného Berlína, kde se podle tvrzení Rudého práva mělo nehumánně zacházet s lidmi. Tigrid vycestoval na diplomatický pas, který neodevzdal podle vydaného pokynu na ministerstvu zahraničí, za což byl na něj vydán zatykač, který dorazil na hranice hodinu po tom, kdy je Tigrid již v autě přejel. Jako první český poúnorový exulant informoval západní veřejnost o únorovém převratu. Stalo se tak na tiskové konferenci ve Frankfurtu nad Mohanem už 27. února. Jeho žena se po nepovedeném pokusu o přechod přes hranice dostala na tři měsíce do pankrácké věznice. Druhý pokus ještě v roce 1948 už byl úspěšný – na Šumavě byla převedena přes hranice. Další rok spolu manželé strávili v táboře pro emigranty v Řezně.
V roce 1951 byl Tigrid pověřen funkcí programového vedoucího československé redakce rozhlasu Svobodná Evropa v Mnichově. Protože se názorově neshodl s jejím ředitelem Ferdinandem Peroutkou, po roce z rozhlasu Svobodná Evropa odešel. Rozhlas měl vysílat do všech komunistických zemí, československé vysílání mezi nimi bylo první, zkušební. Roku 1952 odcestoval s manželkou do Spojených států, kde se zprvu živil jako číšník, stejně jako za války v Londýně, a dále jako majitel restaurace, v níž jeho manželka vařila.
V roce 1956 v reakci na maďarské události začal vydávat čtvrtletník Svědectví, s jehož redakcí a také se svou ženou a dětmi přesídlil na pozvání nakladatele Sama S. Walkera, bývalého viceprezidenta Výboru pro svobodnou Evropu, roku 1960 do Paříže. V té době již on i jeho rodina získali americké státní občanství. Vydávání Svědectví, stejně jako další Tigridova činnost, byla částečně financována z rozpočtu CIA, což on sám nezveřejnil ani po sametové revoluci. V 60. letech se Tigrid stýkal s některými lidmi z Československa, kteří dostali povolení vycestovat na Západ. V Paříži se poprvé setkal s Václavem Havlem. Vydáváním časopisu Svědectví, které četlo stále více Čechů a mezi nimi i komunistů, se Tigrid výrazně zasloužil o start Pražského jara 1968.
Až do konce svého života byl externím spolupracovníkem Svobodné Evropy, odkud ostře vystupoval proti totalitnímu režimu v Československu se svým typickým vtipem a sarkasmem. Dlouhodobě také spolupracoval se Zdeňkem Mastníkem v Londýně (vedoucím sekce českého vysílání BBC) a jeho knihkupectvím. Představiteli KSČ byl považován za nejnebezpečnějšího představitele exilového protikomunistického odboje. V roce 1964 naplánovala Státní bezpečnost jeho únos z Budapešti, kde se Tigrid účastnil zasedání PEN klubu. Akce se však nezdařila. Kromě toho na něj byli nasazováni agenti StB a jeho činnost byla permanentně monitorována. Ve vysílání Svobodné Evropy se věnoval různým publicistickým žánrům, projevům a komentářům k dobovému tisku a událostem, jako byly inscenované procesy s Rudolfem Slánským a dalšími obžalovanými a s Miladou Horákovou.
Po sametové revoluci působil jako spolupracovník prezidenta Václava Havla, na jehož pozvání se vrátil 28. prosince 1989 do Československa. Roku 1994 získal za KDU-ČSL post ministra kultury v první vládě Václava Klause.
V roce 1995 pomohl jako ministr kultury uspořádat ve výstavní síni ÚLUV na Národní třídě velkou výstavu Tomáš Garrigue Masaryk – člověk a umění, kterou uspořádalo Masarykovo demokratické hnutí a zahájil ji prezident Václav Havel se dvěma Masarykovými vnučkami. Výstavu zhlédlo okolo 50 000 návštěvníků. Tigrid se osobně zúčastnil několika tematických besed za velkého zájmu posluchačů i organizátorů. Zdůrazňoval v nich zejména Masarykův vztah ke kultuře, jeho rozsáhlou publikační činnost, zásluhy o budování Československých legií i diplomatickou aktivitu, vedoucí k založení demokratické první Československé republiky. Koncem roku 1997 spoluzakládal Česko-německý fond budoucnosti.
V roce 2003 se rozhodl pro dobrovolný odchod ze života a přestal brát životně důležité léky. Sám předem hovořil o tom, že to je jeho plánem.

## Citát
| „            | Počátkem června 1944 jsem dostal dlouhý dopis od Pavla Tigrida. Psal mi při ranní službě mezi dvěma zpravodajskými relacemi. Mimo jiné líčil účinky nové nacistické zbraně, dálkově řízených bomb V2, jichž denně dopadlo na Londýn osm až deset. Konec jeho dopisu, který psal na anglickém psacím stroji, zněl takto: "Promin, ze jsem nestacil udelat hacky a carky, nebot prave vypukla invaze. A ohlasil jsem si ji!" | “ |
| — Ota Ornest | |   |

## Knihy

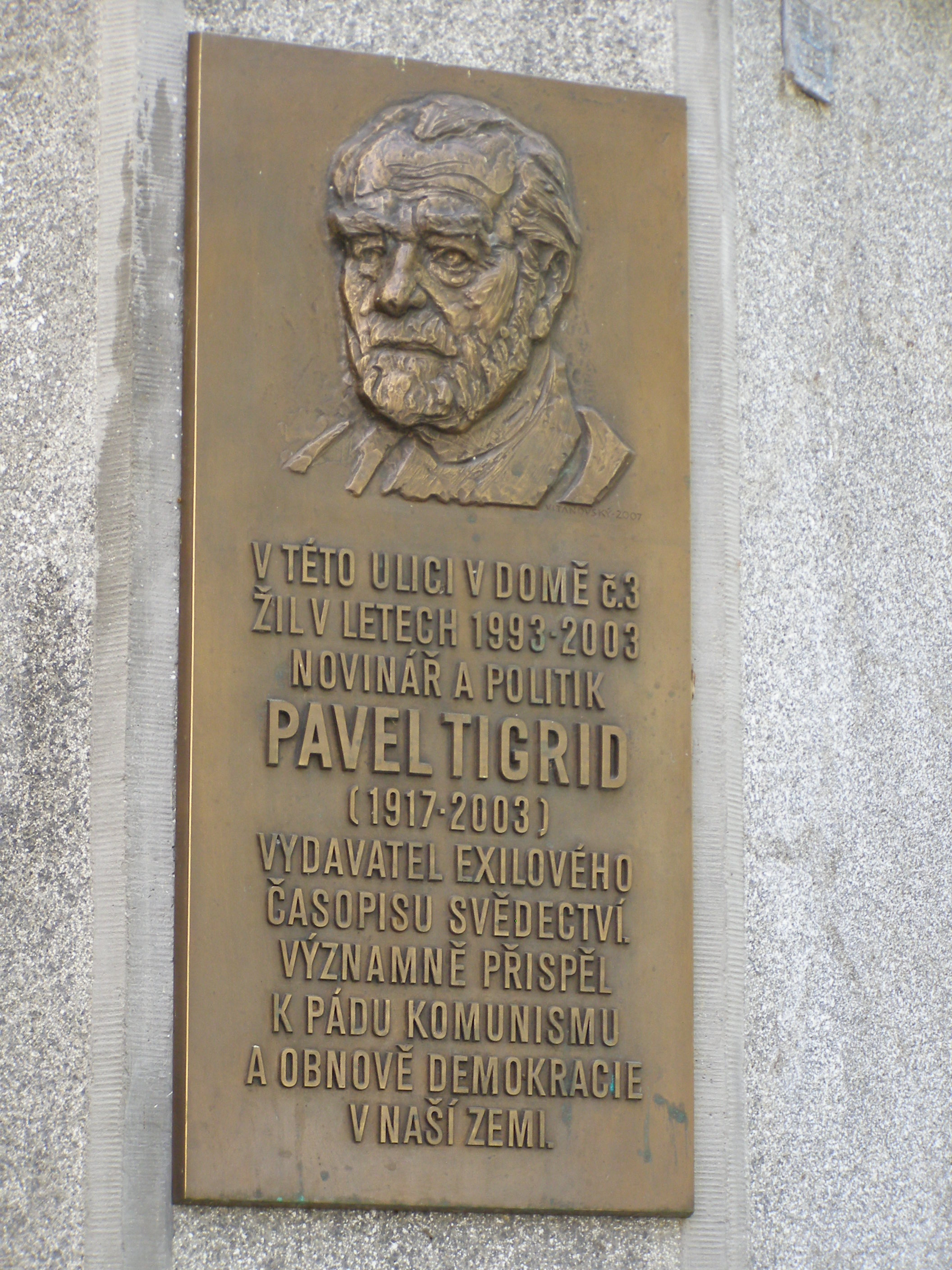
Pamětní deska Pavla Tigrida v Praze

- Politická emigrace v atomovém věku, Paříž 1968; Kolín nad Rýnem: INDEX, 1974 (doplněné vydání); Praha: Prostor, 1990
- Why Dubcek fell, London: MacDonald, 1971
- Kapesní průvodce inteligentní ženy po vlastním osudu, Toronto: Sixty-Eight Publishers, 1988
- Dnešek je váš, zítřek je náš : dělnické revolty v komunistických zemích, Praha: Vokno, 1990
- Glosy o české politice 1996–1999, Praha: Radioservis, 1999
- Marx na Hradčanech, Brno: Barrister & Principal, 2001
- Přikládáme sekeru ke kořenům lži, editoři Petr Blažek a Radek  Schovánek, Praha, Centrum pro dokumentaci totalitních režimů, 2016[26]
- Poslední den pana T, Petr Bednář -1978- MAGNET Praha
- Ve věci státních symbolů. Ilustroval Vladimír JIRÁNEK. [S.l.]: Pavel Tigrid, soukr. tisk, vydal Petr. P. v počtu 445 výtisků, z toho 45 číslovaných a podepsaných Pavlem Tigridem a Vladimírem Jiránkem, 1998, nestr.

## Pocty
- roku 1990 převzal od Bavorské akademie krásných umění Velkou cenu za exilovou literaturu,
- v roce 1992 obdržel francouzský Řád čestné legie,
- dne 7. dubna 1993 mu byl udělen čestný doktorát sociálních věd „za mimořádné zásluhy v zápase o lidská práva, v zápase opřeném o tradiční hodnoty evropské civilizace“,[27]
- roku 1994 převzal Pamětní medaili Edvarda Beneše,
- roku 1995 mu byl propůjčen Řád T. G. Masaryka I. třídy.[28]
- v roce 2000 obdržel nejvyšší německé vyznamenání Velký kříž s hvězdou Řádu Za zásluhy,
- v témže roce Cenu Nadace Pangea za úsilí o nápravu věcí lidských,
- dne 10. dubna 2007 byla na domě v ulici Croix des petits champs v Paříži slavnostně odhalena pamětní deska připomínající, že zde sídlila redakce československého exilového časopisu Svědectví jejímž zakladatelem a šéfredaktorem byl Pavel Tigrid
- dne 9. prosince 2013 byl jmenován čestným občanem Semil in memoriam.[29]
- Je po něm pojmenováno jazykové gymnázium[30] v Ostravě.